# Emilio Lara Contreras
Emilio Lara Contreras (Ciudad de México, México; 18 de mayo de 2002) es un futbolista mexicano. Juega como Defensa central o Lateral derecho y su actual equipo es el Club Necaxa de la Primera División de México. Es internacional absoluto con la selección mexicana de fútbol.

## Trayectoria

### Club América
Formó parte de las fuerzas inferiores del América desde la categoría sub-17 hasta la sub-20, donde recibió un contrato para jugar en el primer equipo, entendiendo el apoyo y confianza del cuerpo técnico, además es un recurrente en las convocatorias del primer equipo, saliendo a la banca aunque sin tener aún minutos más que en partidos amistosos.[actualizar]

## Selección nacional

### Categorías inferiores

#### Sub-17
Formó parte del roster que participó en el Mundial Sub-17 de 2019, donde México terminó subcampeón. Jugó 4 partidos en todo ese torneo

#### Sub-21
Jugó un partido amistoso contra Suecia, ganando el encuentro con 2 goles a favor de México.[cita requerida]

### Selección mayor
En diciembre de 2021 recibió su primer llamado a la selección absoluta para disputar un partido amistoso ante la Selección de fútbol de Chile.

## Estadísticas
Actualizado al último partido jugado el 4 de febrero de 2024.
| C. América · México                 | 1.ª           | 2021-22       | 2  | 0 | ― | ― | ― | ― | 2  | 0 |
| C. América · México                 | 1.ª           | 2022-23       | 29 | 2 | ― | ― | ― | ― | 29 | 2 |
| C. América · México                 | 1.ª           | 2023-24       | 8  | 0 | ― | ― | 2 | 0 | 10 | 0 |
| C. América · México                 | Total club    | Total club    | 39 | 2 | 0 | 0 | 2 | 0 | 41 | 2 |
| Total carrera                       | Total carrera | Total carrera | 39 | 2 | 0 | 0 | 2 | 0 | 41 | 2 |
| (1)Incluye datos de la Copa México. |               |               |    |   |   |   |   |   |    |   |

## Palmarés

### Títulos nacionales
| Título                  | Club         | País   | Año     |
| ----------------------- | ------------ | ------ | ------- |
| Primera División        | Club América | México | 2023    |
| Primera División        | Club América | México | 2024    |
| Campeón de Campeones    | Club América | México | 2023-24 |
| Supercopa de la Liga MX | Club América | México | 2024    |
| Primera División        | Club América | México | 2024    |